# André Martinot Lagarde
Pour les articles homonymes, voir Martinot-Lagarde.
André Martinot-Lagarde (1903-1986) est un ancien élève de l'École normale supérieure, professeur de mécanique des fluides à l'Université de Lille et directeur de l'Institut de mécanique des fluides de Lille (ONERA Lille).

## Biographie
Collaborateur de Joseph Kampé de Fériet dès 1929 à l'Université de Lille, il fut maître de conférence en mécanique des fluides en 1934 et professeur titulaire de la chaire de mécanique des fluides en 1960. Enseignant-chercheur à l'Institut industriel du Nord (École centrale de Lille), il y promut le développement de l'automatique dès 1957.
Il organisa la construction des souffleries de l'Institut de mécanique des fluides de Lille (ONERA Lille) entre 1932 ét 1934 ; il assura le transfert des actifs de l'institut à Toulouse en 1940. Il fut le directeur de l'Institut de mécanique des fluides de Lille (ONERA Lille) de 1945 à 1968,.

## Travaux
Ses travaux à l'Institut de mécanique des fluides de Lille (ONERA Lille) concernent les effets des turbulences et les traînées d'aile d'avion, ainsi que l’étude des écoulement supersoniques. Il coédite dès 1938 Éléments d'aéronautique. Cours établi par les soins de l'Institut de Mécanique des fluides de Lille (Librairie Aéronautique, 1938). Il est connu pour son rapport ONERA titré Analyse Dimensionnelle, Applications à la Mécanique des Fluides (Office national d'études et de recherches aérospatiales, 1948). Après un premier ouvrage Mécanique des Fluides (Dunod 1960) avec Edmond Brun, il publie Similitude physique : exemple d'application à la mécanique des fluides (Gauthier-Villar, 1960). Il publie entre 1969 et 1970 son ouvrage de synthèse Mécanique des Fluides (Dunod 1969, 1970) en deux tomes, avec les coauteurs Edmond Brun et Jean Mathieu, et en 1971 suit un troisième tome Thermique Classique et Introduction à la Mécanique des Évolutions Irréversibles.